# Fisherostylus
Fisherostylus es un género de escarabajos longicornios de la tribu Acanthocinini que contiene una sola especie, Fisherostylus bruneri. La especie fue descrita por Fisher en 1926.
Se distribuye por Bahamas y Cuba. Mide aproximadamente 8,3-12 milímetros de longitud.